# Smash (serial telewizyjny)
Smash (2012–2013) – musicalowy serial obyczajowy produkcji amerykańskiej stworzony przez Theresę Rebeck. Wyprodukowany przez Madwoman in the Attic, Inc., Dreamworks Television i Universal Television.
Światowa premiera serialu miała miejsce 6 lutego 2012 roku na antenie NBC. W Polsce premiera serialu odbyła się 20 września 2012 roku na antenie Canal+. 10 maja 2013 NBC anulowało serial po dwóch sezonach.

## Opis fabuły
Julia (Debra Messing) i Tom (Christian Borle), piosenkarka i kompozytor, wpadają na pomysł wystawienia musicalu o życiu Marilyn Monroe. Poznają sprytną producentkę.

## Obsada
- Debra Messing jako Julia Houston[3]
- Jack Davenport jako Derek Wills[3]
- Katharine McPhee jako Karen Cartwright[3]
- Christian Borle jako Tom Levitt[3]
- Megan Hilty jako Ivy Lynn[3]
- Anjelica Huston jako Eileen Rand[3]
- Jeremy Jordan jako Jimmy (II seria-obecnie)
- Andy Mientus jako Kyle (II seria-obecnie)
- Krysta Rodriguez jako Ana (II seria-obecnie)
- Leslie Odom, Jr. jako Sam Strickland[4]
- Jaime Cepero jako Ellis Boyd (I seria)[3][5]
- Raza Jaffrey jako Dev Sundaram (I seria)[3]
- Brian d’Arcy James jako Frank Houston (I seria)[3]

### Role drugoplanowe
- Ann Harada jako Linda
- Becky Ann Baker jako matka Karen.
- Dylan Baker jako Roger Cartwright
- Michael Cristofer jako Jerry Rand
- Thorsten Kaye jako Nick Felder
- Wesley Taylor jako Bobby
- Will Chase jako Michael Swift
- Emory Cohen jako Leo Houston
- Neal Bledsoe jako John Goodwin
- Phillip Spaeth jako Dennis
- Savannah Wise jako Jessica
- Jenny Laroche jako Sue
- Tala Ashe jako R.J.
- Michelle Federer jako Monica Swift
- Thorsten Kaye jako Nick Felder
- Neal Bledsoe jako John Goodwin
- Daniel Sunjata jako Peter Gillman
- Jesse L. Martin jako Scott Nichols
- Nikki Blonsky jako Margot asystentka Jerry Rand
- Daphne Rubin-Vega jako Agnes
- Veanne Cox
- Jason Kravits jako reżyser Liaisons
- Jamey Sheridan jako Richard Francis

## Spis odcinków
| Sezon | Sezon | Odcinki | Oryginalna emisja | Oryginalna emisja | Oryginalna emisja | Oryginalna emisja | Oryginalna emisja |
| Sezon | Sezon | Odcinki | Premiera sezonu   | Finał sezonu      | Premiera sezonu   | Finał sezonu      |                   |
| ----- | ----- | ------- | ----------------- | ----------------- | ----------------- | ----------------- | ----------------- |
|       | 1     | 15      | 6 lutego 2012     | 14 maja 2012      | 20 września 2012  | 8 listopada 2012  |                   |
|       | 2     | 17      | 14 lutego 2013    | 26 maja 2013      | 12 września 2013  | 9 stycznia 2014   |                   |